# Кіннаяді (Грама Ніладхарі)
Грама Ніладхарі Кіннаяді (№ 202B) — Грама Ніладхарі підрозділу ОС Коралай-Патту, округ Баттікалоа, Східна провінція, Шрі-Ланка.

## Демографія
| Населення (2007) | Населення (2007) | Населення (2007) | Населення (2007) | Населення (2007) |
| Населення        | Чоловіки         | Жінки            | Діти             | Дорослі          |
| ---------------- | ---------------- | ---------------- | ---------------- | ---------------- |
| 2677             | 1283             | 1394             | 1275             | 1402             |